# Породична кућа Милеве Марић Ајнштајн
Породична кућа Милеве Марић Ајнштајн изграђена је 1907. године у Кисачкој улици бр. 20 у Новом Саду. Заштићена је као споменик културе од 2005. године.

## Положај и изглед
Кућа се налази у Кисачкој улици број 20, између Салајке и Роткварије, два стара дела града која су углавном насељавали људи који су се бавили пољопривредом, а посебно повртарством. Пројекат и изградњу куће је водио архитекта Михајло Петљански за потребе Милоша Марића, оца српске научнице Милеве Марић Ајнштајн. Објекат је изграђен је 1907. године у необарокном стилу. Високопартерна кућа са два дворишна крила постављена је у низу на уличној регулацији. Тачна година изградње забележена је изнад „ајнфорт капије". „Ајнфорт капија" је масивна и полукружног облика. Плитак ризалит је фланкиран са по једним пиластром и асиметрично је постављен на високој бази. Налази се на уличној фасади. Фасадна опека покрива слободне и равне површине фасаде. На кући се налази и спомен плоча која сведочи о великом значају ове грађевине.
Прозори су омеђани профилисаним рамовима. Укупно има дванаест прозора и сви су надвишени необарокним фронтонима, који у средишту имају по једну женску маску. Тавански отвори су затворени девојачким маскама и вегетабилим орнаментима. Ови отвори се налазе на поткровном венцу, а изнад њих је изведен трочлани фриз.

## Галерија
- Милош Марић (отац)
- Марија Марић (дев. Ружић)
- Милева Марић
- Зорка Марић
- Милош Марић (син)